# Telamonia annulipes
Telamonia annulipes es una especie de araña saltarina del género Telamonia, familia Salticidae. Fue descrita científicamente por E. G. Peckham en 1907.
Habita en Borneo.